# Terebellida
Terebellida, a veces llamados gusanos de cerdas, es un grupo de gusanos poliquetos que casi siempre son marinos. En su mayoría son pequeños detritívoros sésiles (sedentarios) que viven en pequeños tubos que construyen a partir de barro o sustrato similar, o se entierran en la arena. Tienen la cabeza oculta por tentáculos filamentosos que a veces son numerosos; sus branquias son simples o ramificadas, y surgen de la superficie dorsal del extremo anterior. El cuerpo está dividido en tórax y abdomen; el tubo que fabrican se adhiere al sedimento con una sustancia mucoide, y su tamaño varía entre 1 y 40 cm. El sistema nervioso central muestra características particulares.
Filogenéticamente, el grupo sería parafilético, con el clado Cirratuliformia en una posición más basal y el clado Terebellomorpha más cercano a otros grupos como Sabellida por ejemplo.

## Galería

### Cirratuliformia

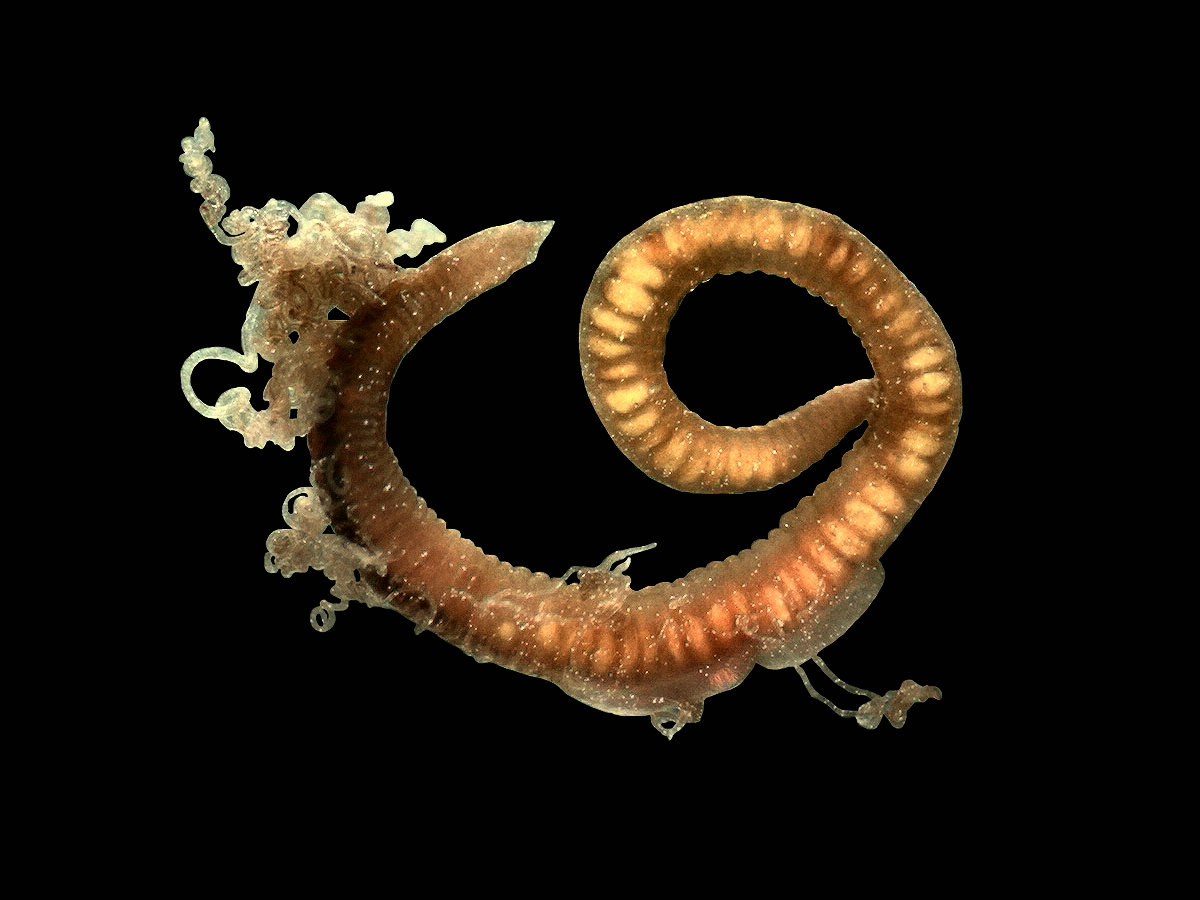
Cirratulus (Cirratulidae)
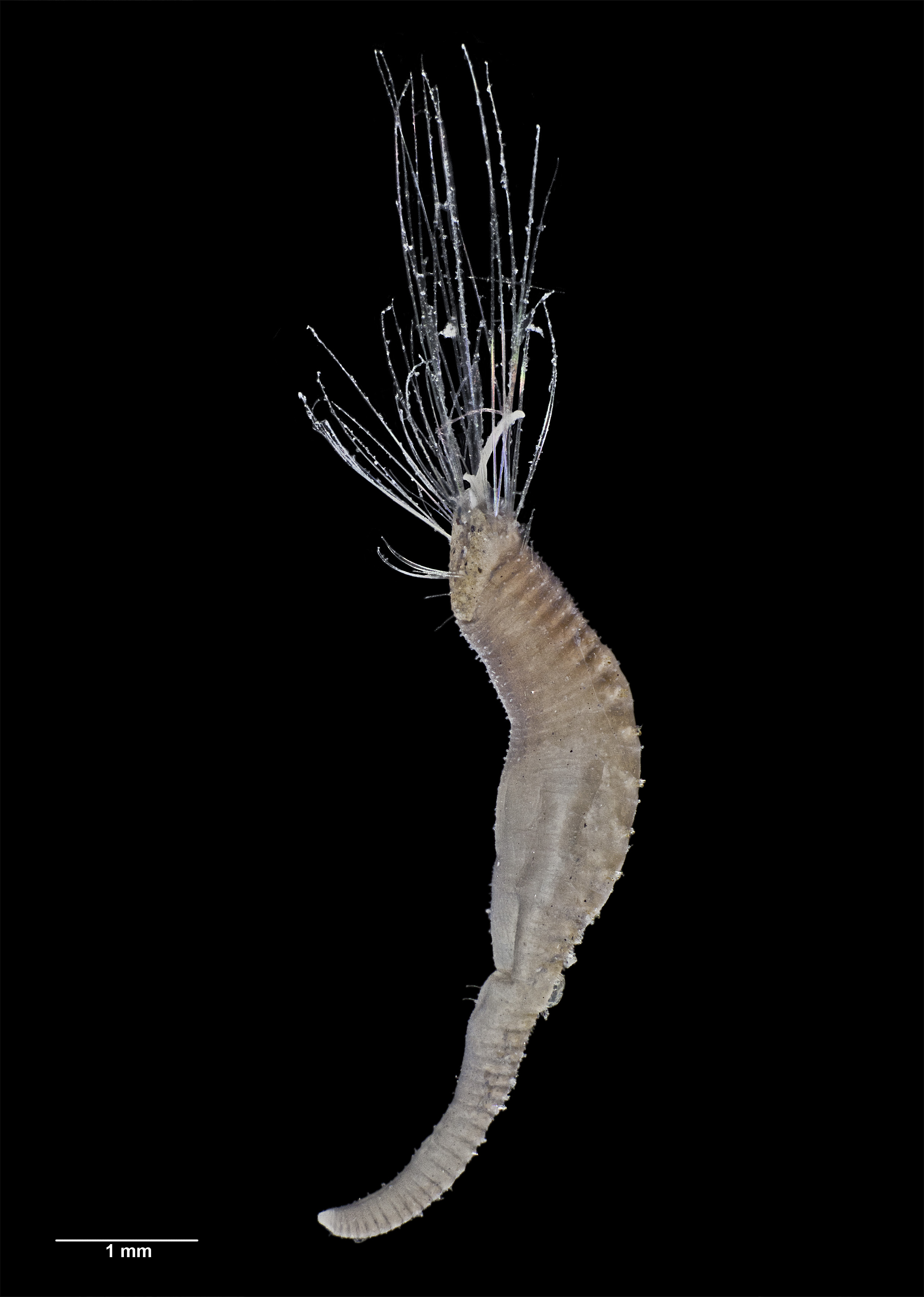
Pherusa (Flabelligeridae)
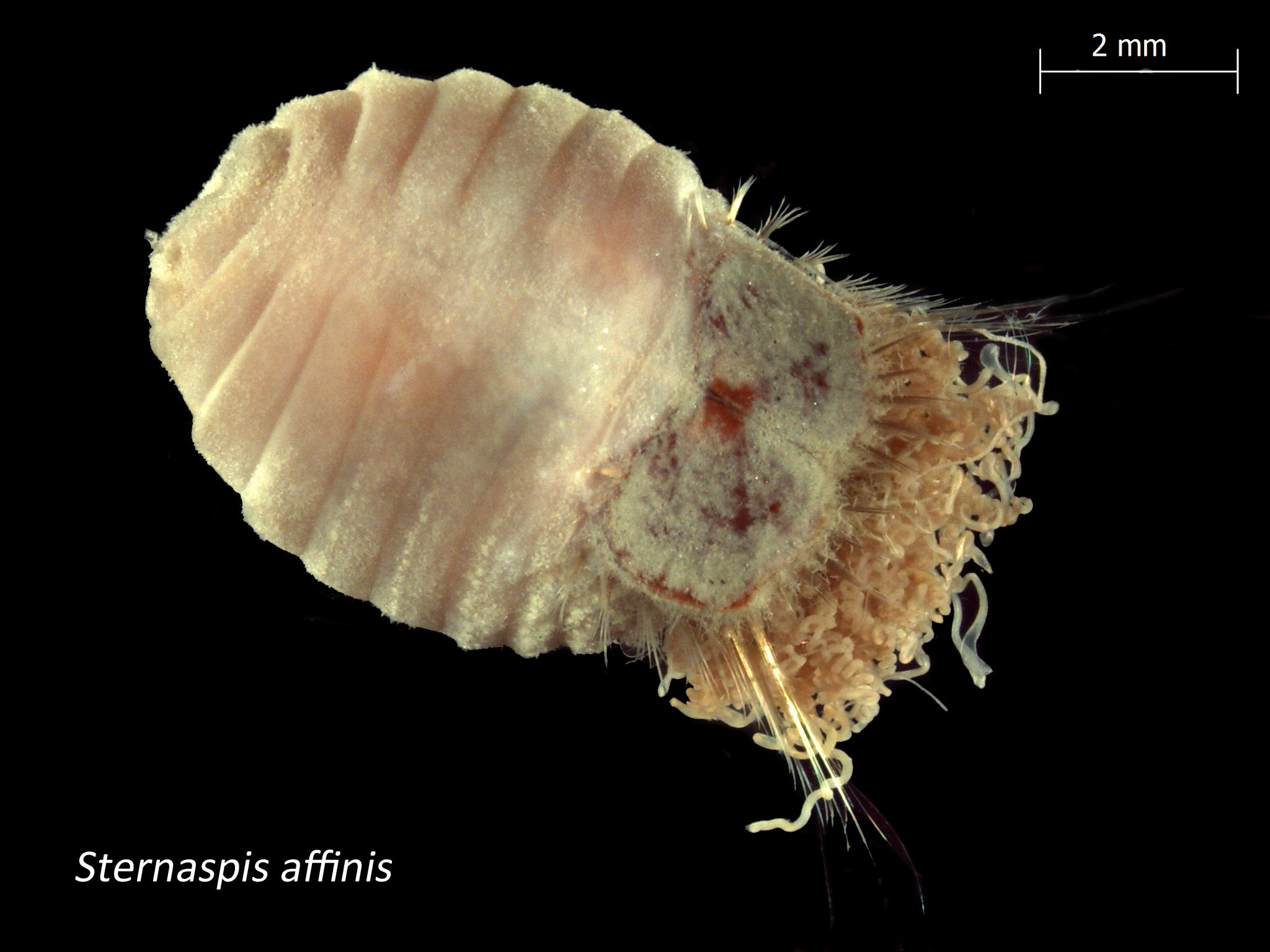
Sternaspis (Sternaspidae)

### Terebellomorpha

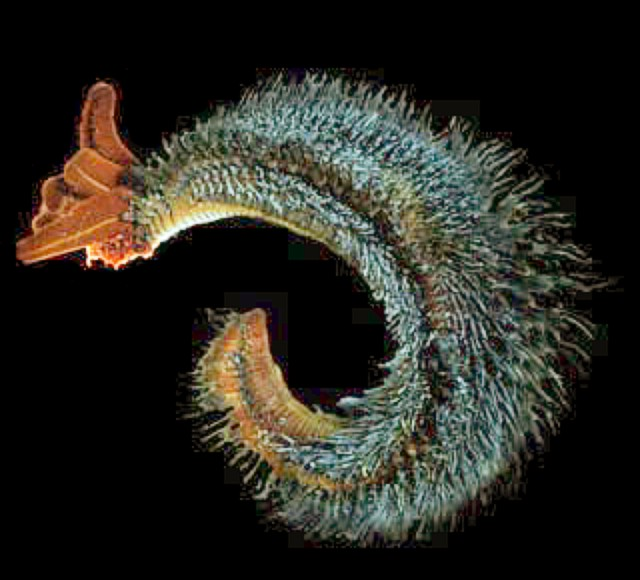
Alvinella (Alvinellidae)
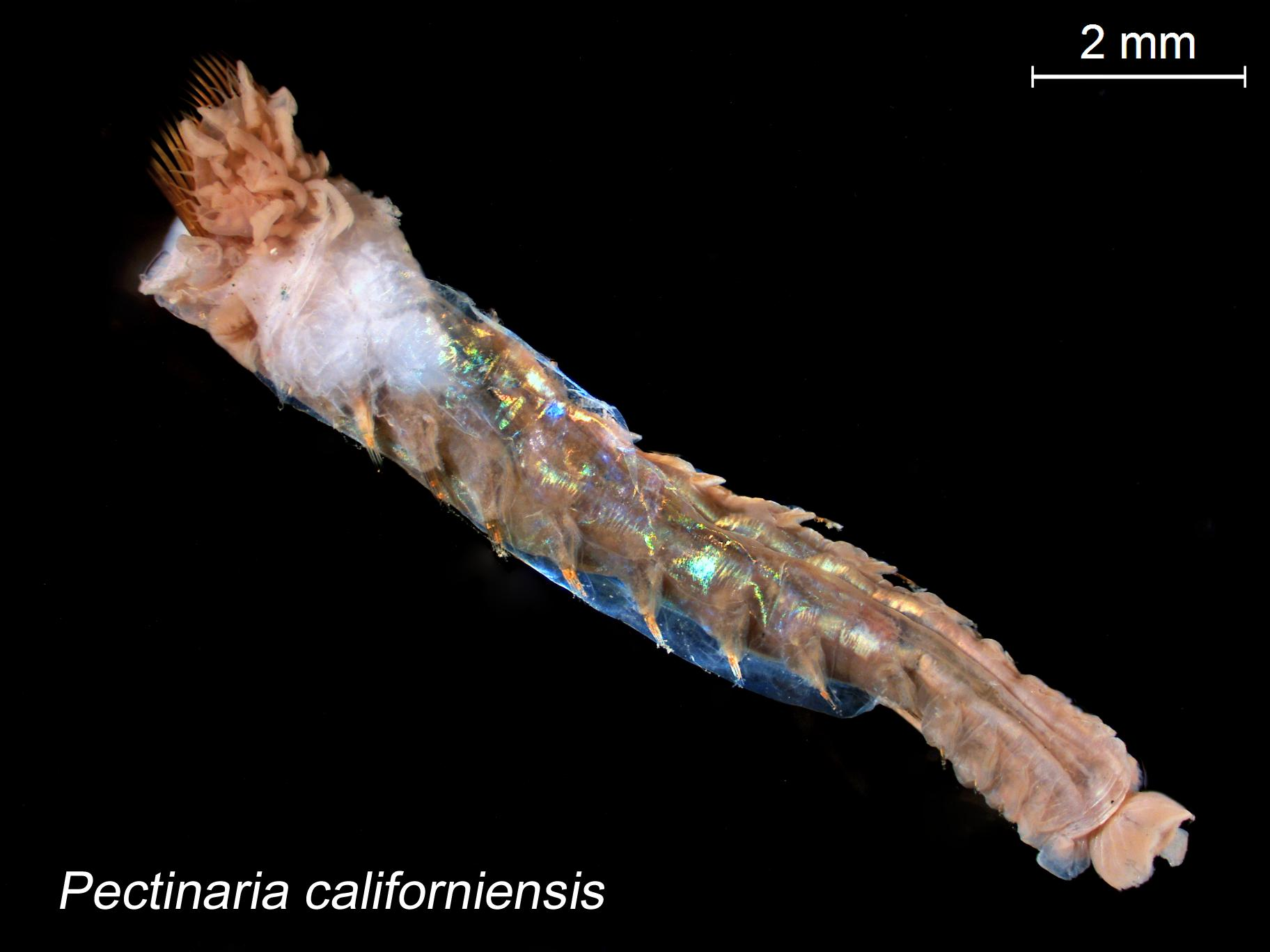
Pectinaria (Pectinariidae)
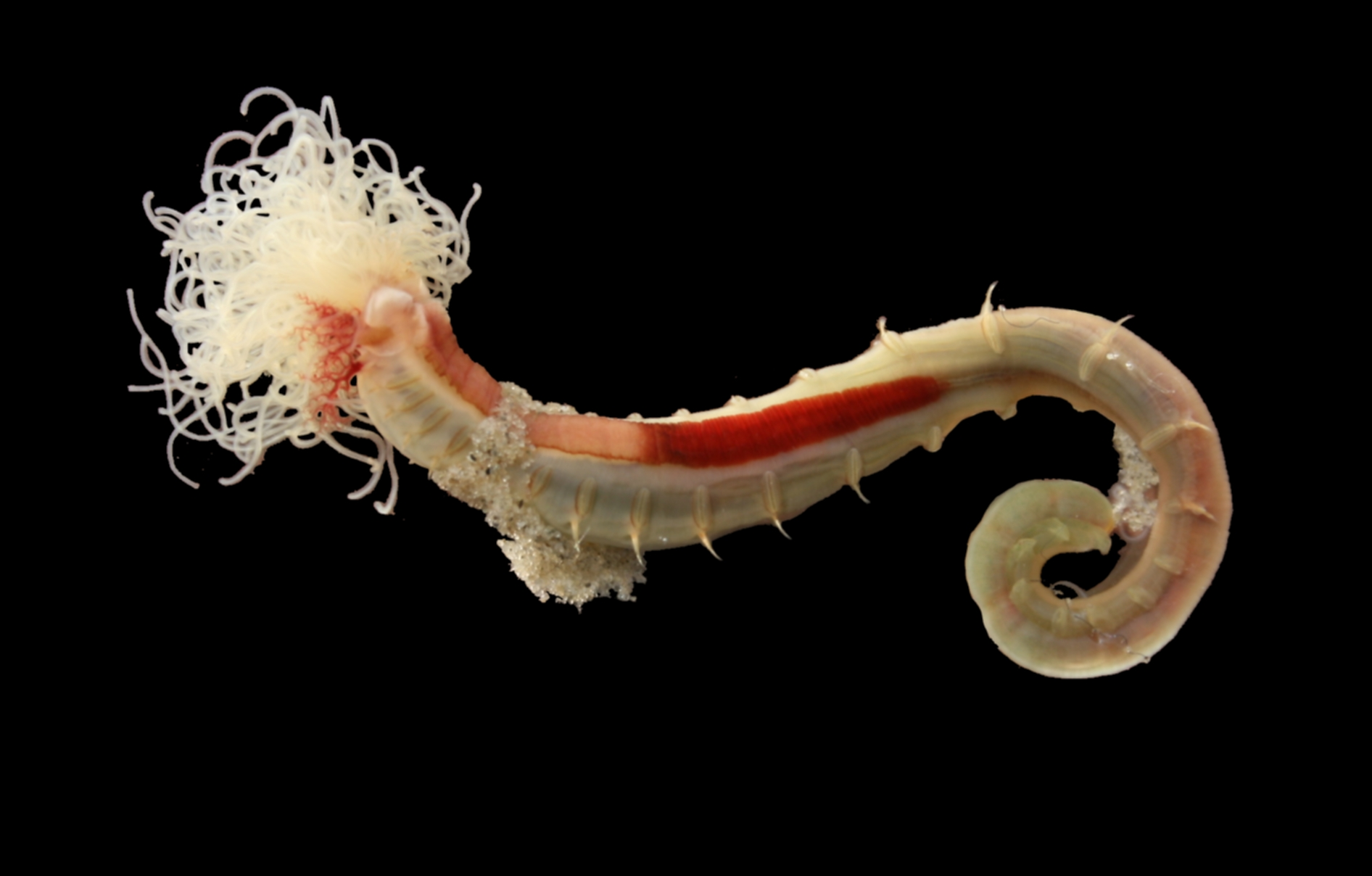
Lanice (Terebellidae)
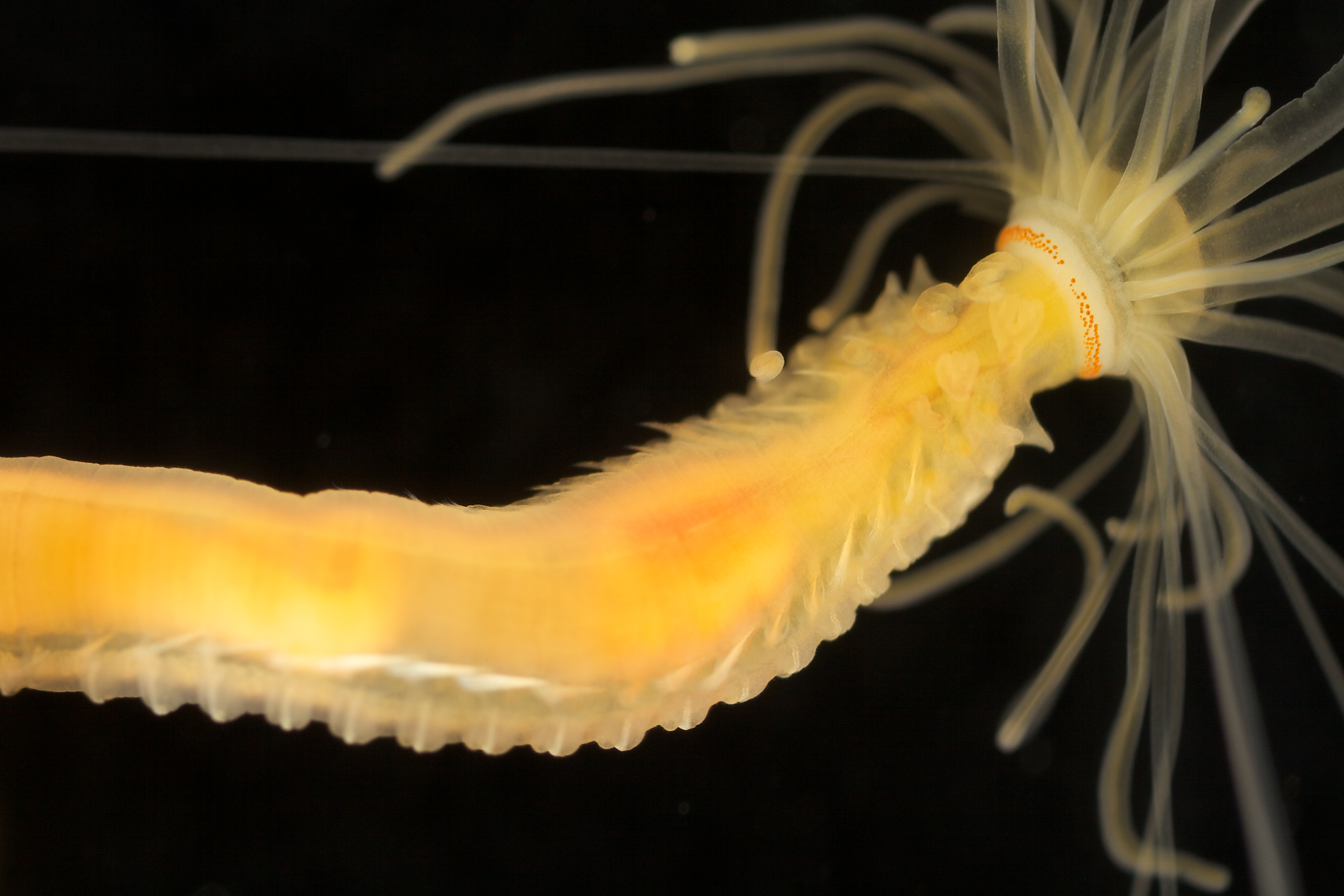
Eupolymnia (Terebellidae)
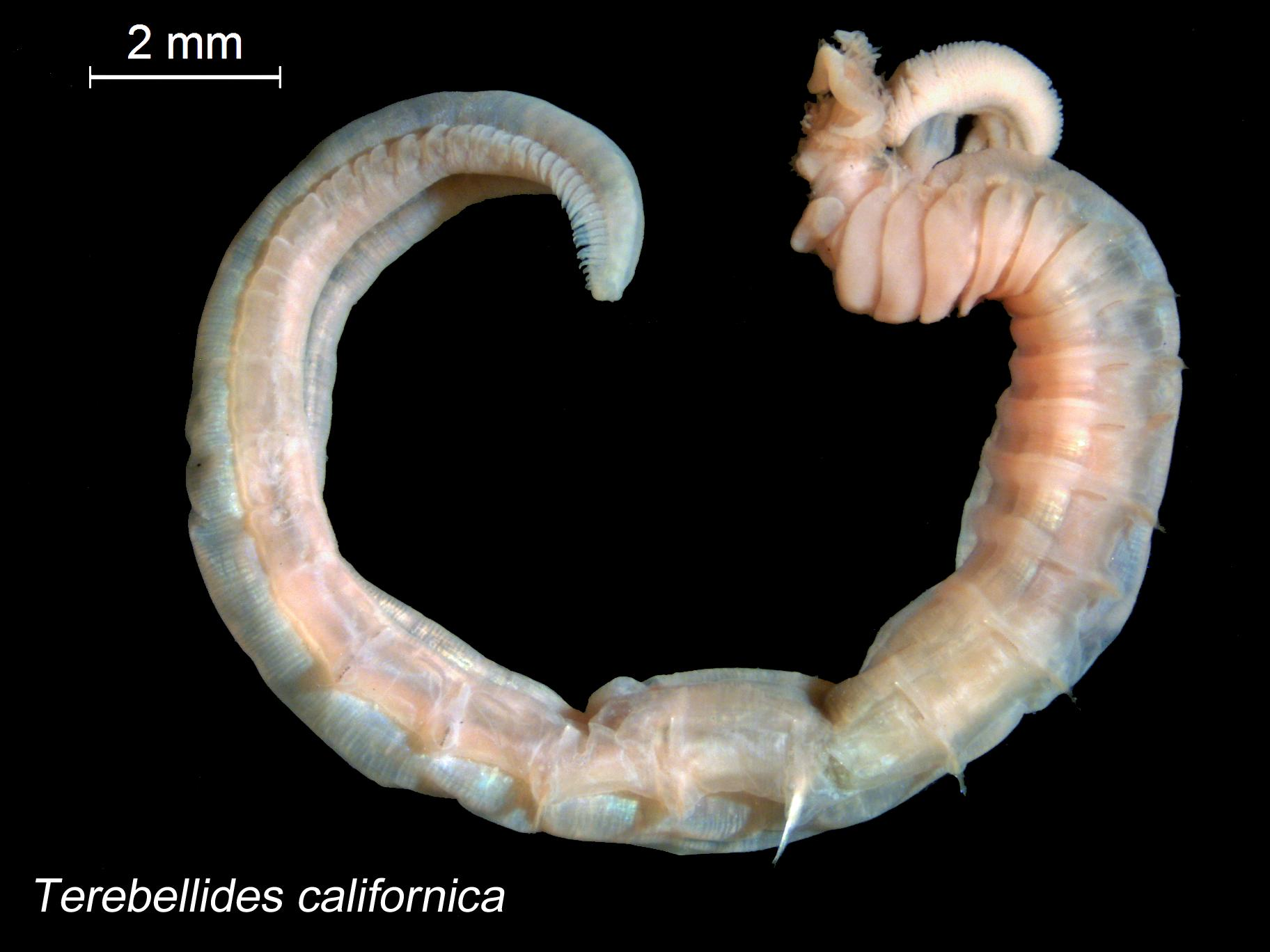
Terebellides (Trichobranchidae)